# Lyssbach
Der Lyssbach ist ein rund 16 Kilometer langer Bach und rechter Zufluss der Alten Aare im Schweizer Kanton Bern, welcher einen Abschnitt des Berner Mittellandes entwässert.

## Name
Der Fluss wird 1275 als Lissa fluit erstmals schriftlich erwähnt.

## Geographie

### Verlauf
Die Quelle des Lyssbachs liegt auf dem Rapperswiler-Plateau auf etwa 574 m ü. M. am südlichen Dorfrand von Moosaffoltern in der Gemeinde Rapperswil. Der Bach fliesst anfangs meist eingedolt nach Südwesten Richtung Lyssbachtal. Beim Weiler Lätti tritt er erstmals für rund 160 Meter an die Oberfläche, bevor er die Talsohle erreicht. Beim Hof Schönbrunnen passiert er die Quelle der Urtenen knapp und wendet sich gegen Nordwesten.
Kurz danach, bei der Einmündung des Hintelgrabens, tritt er wieder an die Oberfläche und durchfliesst jetzt ein etwa 800 Meter breites Sohlental, wobei er meist von einem mehr oder weniger starken Waldsaum begleitet wird. Er verläuft an der nördlichen Talsohle und bildet anfangs für rund 2 km die Grenze zwischen Rapperswil und Schüpfen. Wenig nördlich von Schwanden tritt er ganz auf Schüpfer Boden über und passiert das Dorf zuerst an seiner nördlichen Siedlungsgrenze, ehe er ein Quartier vom Dorfkern abtrennt und den rund acht Kilometer langen Chüelibach aufnimmt. Das Tal wird nun schmaler und erreicht an seiner breitesten Stelle rund 100 Meter.
Er verläuft nördlich des Weilers Bundkofen und überquert die Gemeindegrenze zu Grossaffoltern, wo ihm zugleich bei Kosthofen der Alewilbach von links zufliesst. Rund 500 Meter bachabwärts zweigt an seinem linken Ufer ein kleiner Kanal ab, welcher bei Suberg wieder auf den Lyssbach trifft. Der Bach erreicht Lyss, wo er kurz darauf den Seebach aufnimmt und nun das Industriegebiet der Kleinstadt durchfliesst. Bei der Seelandhalle tritt er ins Aaretal ein und durchquert das Siedlungsgebiet. An der nördlichen Siedlungsgrenze erreicht er wieder Industriegebiet sowie am rechten Ufer eine Kiesgrube. Hier verläuft er parallel zur Alten Aare, in welche er nur wenig später bei der ARA südwestlich von Busswil auf 435 m ü. M. mündet.

### Einzugsgebiet
Das Einzugsgebiet des Lyssbachs misst 56,44 Quadratkilometer, bestehend aus 55,9 % landwirtschaftlicher Fläche, 30,8 % bestockter Fläche, 12,9 % bebauter Flächer, 0,3 % Gewässer sowie 0,1 % unproduktiver Fläche. Die höchste Erhebung liegt auf 820 m ü. M. im Seiebergwald bei Wahlendorf, die durchschnittliche Höhe beträgt 571 m ü. M.

## Hochwasserentlastungsstollen
Der Bach ist in den letzten Jahrzehnten immer wieder über die Ufer getreten, was vor allem in Lyss zu schweren Überschwemmungen geführt hat.  Im Sommer 2012 wurde ein Hochwasserentlastungsstollen fertiggestellt, welcher in Leen bei starken Regenfällen einen Teil des Wassers direkt zur Alten Aare abführt.